# Let's Back the Wrong Band
Let's Back the Wrong Band är ett album av det svenska bandet Leif Karate. Skivan släpptes 2005 på numer nedlagda skivbolaget Corruption Records. På albumet medverkar även Richard Lloyd, kanske mest känd från bandet Television, genom ett gitarrsolo på Leif Karate Is Coming Down the Mountains.

## Låtlista
1. "Marry Me Slowly" - 3:22
2. "Steve McQueen Was Great in Papillon" - 3:36
3. "Zip Zip Beluga" - 3:56
4. "Leif Karate Is Coming Down the Mountains" - 3:38
5. "Kids Alright" - 3:08
6. "Blaaklaader - 2:53
7. "Terracotta" - 3:32
8. "She's Adorable" - 4:31
9. "Dynamo" - 2:20
10. "Happy Camper" - 3:15